# Vaccin (mécanismes d'action)
Différentes techniques sont mises en œuvre dans le processus de création, de fabrication, de conservation d'un vaccin puis dans le processus de vaccination, en fonction notamment de l'agent infectieux à combattre. Le mécanisme d'action d'un vaccin réfère aux interactions biochimiques par lesquelles un vaccin agit pour conférer une immunité à l'organisme inoculé. Le développement à grande échelle des virus à ARN, comme le SARS-CoV-2, responsable de la Covid-19 en 2020, a décidé de nombreux responsables de santé publique à faire passer certaines techniques de vaccination du stade expérimental au stade opérationnel.
L'OMS ainsi que la presque totalité des agences de santé publique européennes apprécient positivement la balance bénéfice/risque de ces techniques nouvelles.

## Généralités
À l’image du virus de la famille des coronavirus le virus pathogène considéré dans cet article est un virus à ARN enveloppé dans une coque où sont enchâssés plusieurs exemplaires d’une protéine dite de surface. Celle ci permet l’ancrage du virus et la libération de son matériel génétique dans la cellule nouvellement infectée. Comme pour tout vaccin, le principe est la production d’anticorps dirigés contre cette protéine.

Le matériel génétique détient le secret de fabrication des protéines, ces dernières étant les acteurs de tous les processus biologiques qui ont lieu dans les cellules. Dans le cas de l’espèce humaine le matériel génétique est de l’ADN. À partir de l’ADN la fabrication des protéines est indirecte (une transcription suivie d'une traduction) et passe par une molécule intermédiaire appelées ARN. Le matériel génétique de certains virus est à ADN et d’autres à ARN (comme c’est le cas des coronavirus). L’idée des vaccins est alors de préparer le système immunitaire pour qu’il dispose d’un bagage d’anticorps spécifiquement dirigé contre le virus, avant même que l'organisme ne soit contaminé.

## Comparaison des mécanismes d'action

### Vaccin dans sa forme traditionnelle
Dans sa forme la plus traditionnelle le principe d'un vaccin est d'inoculer le virus contre lequel on compte préparer le système immunitaire. Pour éviter que le vaccin ne donne la maladie, il sera préalablement soit inactivé par des moyens chimiques ou physiques, soit atténué. Le vaccin contre la coqueluche et le CoronaVac contre la Covid-19 sont de ce type. Le BCG contre la tuberculose et le ROR contre la rougeole, les oreillons et la rubéole sont des vaccins de ce type.

### Vaccin à protéine recombinante
Quand le virus entier n’est pas inoculé mais simplement une de ses protéines, par exemple la protéine de surface, on parle de vaccin à protéine recombinante. La protéine est préparée à partir de la fraction de matériel génétique qui la code (le gène) que l’on rend capable de se multiplier à grande échelle. La multiplication est assurée en laboratoire sur des cellules réceptrices (bactéries, levures, cellules animales, etc.). Le vaccin contre l'hépatite B et plusieurs vaccins contre la Covid-19 sont de ce type, à l'exemple des vaccins cubains Abdala et Soberana O2 ou encore Novavax.

Comme pour les vaccins inactivé et atténué ce type de vaccin classique ne mobilise pas la machinerie cellulaire du corps humain pour opérer, puisqu'il mobilise celles de cellules en laboratoire.

### Vaccins à ARN
Contrairement aux vaccins classiques le vaccin à ARN est de type dit génique. Cette technique consiste à inoculer dans les tissus non pas le virus (ni une de ses protéines) mais un segment d'ARN codant l'antigène dont on veut se protéger. Il peut s'agir d'une partie du matériel génétique d'un virus à ARN. L'idée est de faire produire les protéines immunogènes directement par les cellules de la personne que l'on cherche à protéger.
L'ARN viral utilise un transporteur, nommé vecteur, pour pénétrer à l'intérieur de la cellule : les liposomes. Petites capsules de graisse de tailles nanométriques (quelques milliardièmes de mètre), ils libèrent leur matériel génétique après avoir fusionné avec la membrane plasmique interposée entre l'intérieur de la cellule et le milieu extracellulaire ; à l'issue de quoi la cellule prend à son compte la fraction d'ARN viral et traduit la protéine correspondant à cette fraction.
La première autorisation grand public pour un vaccin de ce type a été donnée en 2020, avec les vaccins contre la Covid-19 communément nommés d'après les sociétés qui les ont développés Pfizer–BioNTech et Moderna. Le succès obtenu et la rapidité de conception de ces vaccins  permettent d'envisager de nouveaux vaccins ciblant des tumeurs cancéreuses ou d'autres maladies. Dès 2020, d'autres vaccins de ce type (contre la grippe et la rage) ont engagé des essais cliniques.

#### Risques des vaccins à ARN
Dans un article publié en 2018,  Drew Weissman,  Prix Nobel de Médecine 2023, et ses collègues, se félicitent d'un avenir prometteur et extrêmement brillant des vaccins à ARN, efficaces et bien tolérés, tout en précisant les problèmes de sécurité potentiels qu'il faudra surveiller tels que l’inflammation locale et systémique, les réactions auto-immunes et les troubles cardio-vasculaires (œdème, thrombose etc.).

### Vaccins à vecteur recombinant
Ce type de vaccin est aussi un vaccin génique mais le matériel génétique y est de l'ADN et non pas de l'ARN. Le vecteur est un virus, également de taille nanométrique, détourné et exploité pour ses capacités naturelles à injecter son matériel génétique dans les cellules, et à cet égard il est dit recombinant. On nomme adénovirus les virus à ADN des premiers vaccins géniques de ce type mis sur le marché, retenus pour leur faible nocivité (de simples états grippaux).
Mais il est impossible d'insérer de l'ARN (celui du coronavirus dont on peut se protéger, par exemple le SARS-Cov2), dans de l'ADN (celui du vecteur).
Il est donc nécessaire au préalable de transcrire le langage génétique contenu dans l'ARN dans le langage génétique contenu dans l'ADN, et cette transcription est possible grâce à une enzyme virale nommée la transcriptase inverse. Réalisée en laboratoire cette rétrotranscription permet de récupérer la version ADN du virus, dont on va extraire la partie que l'on veut insérer dans l'ADN du vecteur pour obtenir l'ADN à injecter, dit également recombinant.

Lors de la vaccination, nos cellules ne vont alors pas se contenter de traduire le matériel génétique reçu, mais elles vont le transcrire en ARN puis le traduire en protéine.

#### Risques des vaccins à vecteur recombinant
Une étude de pharmacovigilance publiée le 18 janvier 2022 par le groupement d’intérêt scientifique EPI-PHARE indique que le vaccin Janssen, vaccin à vecteurs recombinant (dit à adénovirus), est associé à une légère augmentation du risque d'infarctus du myocarde et d'embolie pulmonaire chez les adultes de moins de 75 ans, dans les deux semaines suivant la vaccination. La Haute Autorité de Santé, saisie par le Directeur général de la santé le 8 février 2022 à la suite de cette étude, émet un avis le 17 février pour suspendre le jour même le vaccin Jansen dans la campagne vaccinale française.